# Papež Janez Pavel I.
Janez Pavel I. (latinsko Ioannes Paulus PP. I., italijansko Giovanni Paolo I), rojstno ime Albino Luciani, * 17. oktober 1912, Canale d'Agordo, Italija, † 28. september 1978, Apostolska palača, Vatikan.
Njegovo 33-dnevno papeževanje je eden najkrajših pontifikatov v zgodovini papeštva, in je povzročilo, da je bilo leto 1978 leto treh papežev. Čeprav je umrl čisto na začetku svojega pontifikata, se je močno vtisnil v spomin ljudskih množic, in sicer kot smehljajoči papež, s čimer se kaže podobnost z Janezom XXIII., znanim tudi kot papežem Janezom Dobrim.
Bil je prvi papež, ki si je izbral dvojno ime, v čast svojima predhodnikoma, papežema Janezu XXIII. in Pavlu VI. Prav tako je bil prvi in za zdaj edini, ki je v uradnem imenu uporabil števnik prvi. Hkrati je bil zadnji papež v 455-letnem neprekinjenem nizu italijanskih papežev, ki ga je pričel Klemen VII. leta 1523.

## Življenjepis
Albino Luciani se je rodil 17. oktobra 1912 v  kraju Forno di Canale (danes Canale d'Agordo) blizu Belluna v Italiji. Njegova mati je bila verna, oče pa je veljal za socialista in revolucionarja. Po posvetitvi v duhovnika je naredil doktorat na papeški univerzi Gregoriana v Rimu. Njegova prva služba je bila kaplanska v domači župniji. Zatem pa je postal podpredsednik semenišča v Bellunu. Z imenovanjem za škofa je leta 1969 zasedel mesto patriarha Benetk. Med letoma 1972 in 1975 je bil podpredsednik Italijanske škofovske konference. Za kardinala je bil imenovan leta 1973.

## Pontifikat
Kot papež je bil znan po svoji skromnosti. Na konklave leta 1978 se je s svojim tajnikom pripeljal v odsluženi lancii 2000. Za papeža je bil izvoljen po tretjem glasovanju prvega dne konklava. Prvič v zgodovini papeštva si je papež izbral dvojno ime, v čast svojima dvema predhodnikoma in kot znamenje pomembnosti nadaljevanja reform drugega vatikanskega koncila – Janez XXIII. je koncil sklical, Pavel VI. pa ga je zaključil. S tem je hotel poudariti, da želi nadaljevati njuno delo oziroma pot, ki jo je začrtal koncil: »podanašnjenje« (aktualizacija oziroma »posodobitev«) Cerkve – približanje današnjemu svetu in delo za zedinjenje kristjanov. Poseben poudarek je dajal reformam duhovniške discipline. Zavrnil je običajno kronanje in nošenje na nosilnici. Prav tako je namesto dotlej običajne majestetične množine v papeških govorih uporabljal ednino. Predvsem na račun svojih nagovorov je hitro pridobil na izjemni priljubljenosti. Večkrat se je med ljudmi sprehajal v običajnih oblačilih in se izogibal protokolu. Papeško službo je občutil kot težko breme in v njej se je pogosto počutil osamljenega. Italijanski politik Giulio Andreotti ga je po štirih tednih pontifikata našel bledega, skoraj zlomljenega.

## Smrt
Po 33-ih dnevih po izvolitvi je nenadoma umrl zaradi srčnega napada. Zaradi nepričakovane smrti in nasprotujočih si podatkov o okoliščinah so se pojavile tudi govorice, da je bil zastrupljen, z namenom, da bi se odvrnil od namere reformirati vatikansko banko. O tem je bilo napisanih več knjig, ki poskušajo potrditi eno ali drugo različico smrti – srčno kap ali pa umor. Publicist David Yallop, denimo, je napisal knjižno uspešnico V božjem imenu, v kateri je smrt povezal z vatikanskim bančnim škandalom. Leta 1987 je David Cornwell izdal knjigo Nočni tat, v kateri pa domnevni umor zanika in potrdi uradno vatikansko različico, ki smrt pripisuje srčnemu napadu. Leta 2006 je Lucien Gregoire izdal knjigo Umor v Vatikanu, v kateri znova argumentira, zakaj bi lahko bil Janez Pavel I. umorjen. Gregoire umor povezuje z liberalnimi pogledi in reformističnimi željami novega papeža, neskladnimi s skrajnimi desničarskimi krogi znotraj Cerkve, prav tako z njegovo željo prevetriti vatikanske finance. S prvim papeškim dekretom je ukazal popoln pregled vseh cerkvenih financ.
Leta 2017 je Stefania Falasca, vicepostulatorka postopka za priznanje papeževega svetništva, izdala knjigo z naslovom Papež Luciani – kronika smrti (Papa Luciani. Cronaca di una morte), ki prinaša izjave papeževega osebnega zdravnika Renata Buzzonettija, dokumente o papeževih boleznih z medicinskimi izsledki, uporabo zdravil, pa tudi interne zaznamke in izjave prič, skupaj s katalogom vprašanj, ki so jih kardinali postavljali zdravnikom o morebitnem zunanjem vplivu na papeževo smrt. Vzrok smrti je po zbranih podatkih bilo koronarno obolenje srca zaradi arterioskleroze. Po besedah Buzzonettija je papež po večerni molitvi s tajnikom Johnom Mageejem občutil bolečine v prsih. Naslednje jutro je redovnica našla papeža negibnega v postelji s prižgano nočno lučko in z zapisom za splošno avdienco v roki (in ne s knjigo duhovne vsebine, kakor je bilo doslej v uradni izjavi).
Trupla Janeza Pavla I. niso nikoli obducirali.

## Stališča
Tako kot njegova smrt je tudi življenje polno navzkrižnih trditev. Po uradni vatikanski različici so bila njegova stališča konservativna in v skladu cerkveno doktrino in dogmo. Toda avtorji, kot je Lucien Gregoire, zagovarjajo nasprotno: da je z dejanji, pisanjem in stališči pripadal skrajni liberalni levici v Cerkvi. Kot dokaz najbolj pogosto navajajo njegovo pismo iz leta 1968, v katerem je ostro napadel okrožnicoo Pavla VI. Humanae Vitae  in cerkveno prepoved kontracepcije. Del svojih pogledov je zapisal v knjigi Pisma veljakom (Illustrissimi), pri čemer nekateri avtorji trdijo, da so izdaje pred njegovo smrtjo bolj pristno avtentične kot po njej.

## Dela
- Pisma veljakom, prevod Drago Butkovič, Družina, Ljubljana 1989 (COBISS). V knjigi je objavljenih 40 Lucianijevih domišljijskih pisem, naslovljenih na različne zgodovinske osebnosti (med drugim Marku Twainu in Mariji Tereziji) in tudi nekatere izmišljene (na primer Ostržku), ki jih je Luciani še kot beneški patriarh med leti 1972 in 1975 objavljal v katoliškem časopisu Messaggero di S. Antonio. V pismih razlaga tudi svoje poglede na različna področja življenja, od politike, do zgodovine, do mode in ličenja in seveda tudi teoloških tem. Zadnje popravke teh zapisov je za novo knjižno objavo naredil ne dolgo pred smrtjo, ko je bil že papež.

## Svetništvo
Škofijski postopek za razglasitev Janeza Pavla I. za svetnika se je začel 23. novembra 2003. 14. maja 2007 je bil odprt še škofijski postopek o čudežu, ki se je zaključil 30. maja 2009, 25. marca 2010 pa je bil izdan še dekret o veljavnosti postopka. 8. novembra 2017 je bil izdan dekret o herojskih krepostih, s čimer je papež prejel naziv častitljivi Božji služabnik.
Na 23. navadno nedeljo, dne 4. septembra 2022, je papež Frančišek razglasil svojega daljnjega predhodnika Janeza Pavla I. za blaženega. 
Maši poblaženja je na Trgu svetega Petra prisostvovalo kljub deževnemu vremenu na tisoče vernikov, med njimi tudi italijanski predsednik Sergio Mattarella. Med pridigo je papež dejal: 
"Papež Janez Pavel je z nasmehom oznanjal Božjo dobroto…" Sedanji pontifik v njem vidi "Cerkev z veselim in nasmejanim obrazom, ki nikoli ne goji zamer, ne postane jezna ali nepotrpežljiva."
Papež Janez Pavel I. je bil zadnji Italijan na papeškem prestolu; kot ponižen in preprost človek je imel smisel za dušnopastirske dolžnosti: 
»Odprt za pogovor in poslušanje je dal prednost pastirskim obiskom in neposrednemu stiku z verniki«, piše v prigodni knjižici. Trdno je nastopal zoper splav in kontracepcijo, obenem pa spodbujal preureditev v načinu vodenja Cerkve.